# الكسندر كامبل (سياسي كندي، مواليد 1770)
الكسندر كامبل هو سياسي كندي، ولد في 1770، وتوفي في 18 يناير 1834. انتخب Lieutenant Governor of Ontario ‏ (1887 – 1892).